# Bébé, Bout de Zan et le Voleur
Bébé, Bout de Zan et le Voleur és una pel·lícula muda francesa escrita i dirigida per Louis Feuillade i estrenada el novembre de 1912.
Aquesta pel·lícula fou una de les últimes de la sèrie Bébé i la segona del que serà el seu substitut, Bout de Zan.

## Repartiment
- René Dary : Bébé (com Clément Mary)
- Renée Carl : Madame Labèbe, la mama
- Paul Manson : el pare de Bébé
- René Poyen : Bout de Zan
- Marthe Vinot
- René Navarre
- Jean Aymé